# Dorath Pinto Uchôa
Dorath Pinto Uchôa (1 tháng 11 năm 1947 – 28 tháng 3 năm 2014) là một nhà khảo cổ người Brazil và là một trong những người sáng lập Hiệp hội Khảo cổ Brazil. Bà chuyên nghiên cứu về các khu định cư ven biển của người tiền sử với sự nhấn mạnh đặc biệt vào nghiên cứu về người trung gian thời tiền sử ở bang São Paulo, Brazil.

## Tiểu sử
Năm 1967, bà lấy bằng Địa lý từ Đại học Công giáo Pontificia São Paulo. Sau đó bà đã lấy bằng Thạc sĩ Lịch sử năm 1972 và bằng Tiến sĩ Nhân chủng học, Khảo cổ học và Dân tộc học, năm 1972, cả hai từ Đại học São Paulo, với một luận án có tiêu đề: "Arqueologia de Piaçaguera e Tenório: Análise de dois tipos de sítios -cerâmicos de Litoral Paulista ".
Trong thời gian đào tạo với tư cách là nhà khảo cổ học, bà đã nghiên cứu những người trung gian ở Piaçaguera, gần đô thị của Cubatão, gần cảng Santos. Bà đã dành một phần sự nghiệp của mình tại Viện nghiên cứu Pré-História và đã trở thành giáo sư của Bảo tàng Khảo cổ học và Dân tộc học của Đại học São Paulo.
Dorath Pinto Uchôa mất ngày 28 tháng 3 năm 2014.

## Sách xuất bản
- Chat Circles. Fernanda B. Viégas and Judith Donath. ACM Conference on Computer-Human Interaction (CHI), 1999 [6]
- Visualizing Conversations, Judith Donath, Karrie Karahalios and Fernanda B. Viégas. Journal of Computer-Mediated Communication, Vol. 4, Number 4, June 1999 [7]
- Studying Cooperation and Conflict between Authors with history flow Visualizations. Fernanda B. Viégas, Martin Wattenberg, and Kushal Dave. ACM Conference on Computer-Human Interaction (CHI), 2004 [8]
- Many Eyes: A Site for Visualization at Internet Scale. Fernanda B. Viégas, Martin Wattenberg, Frank van Ham, Jesse Kriss, Matt McKeon. IEEE Symposium on Information Visualization, 2007 [9]
- "Luscious". Fernanda Viégas & Martin Wattenberg. Book chapter in Net Works: Case Studies in Web Art and Design. Ed. xtine burrough, Routledge 2011[10]
- "Beautiful History". Fernanda Viégas & Martin Wattenberg. Book chapter in Beautiful Visualization: Looking at Data Through the Eyes of Experts. Ed. Julie Steele, Noah Iliinsky. O'Reilly Media, 2010.[11]